# Southbourne (West Sussex)
Southbourne – wieś w Anglii, w hrabstwie West Sussex, w dystrykcie Chichester. Leży 10 km na zachód od miasta Chichester i 92 km na południowy zachód od Londynu. W 2001 miejscowość liczyła 6001 mieszkańców.